# Goldmann-Favre-Syndrom
Das Goldmann-Favre-Syndrom (GFS) ist eine sehr seltene angeborene Erkrankung des Auges mit einer den Glaskörper (Corpus vitreum) und die Netzhaut (Retina) betreffenden (vitreoretinalen) Degeneration, fortschreitender Retinopathia pigmentosa und Netzhautspalte (Retinoschisis). Wesentliche Merkmale sind frühzeitige Entwicklung einer Nachtblindheit, Verminderung der Sehschärfe und Veränderungen im Augenhintergrund.
Das Syndrom kann zu den Vitreoretinopathien gezählt werden, derzeit wird es als eine retinale Erkrankung angesehen.
Synonyme sind: Retinoschisis mit früher Nyktalopie; englisch Enhanced-S-Cone syndrome; Retinoschisis With Early Hemeralopia; Favre Hyaloideoretinal Degeneration
Die Namensbezeichnung bezieht sich auf den Autor der Erstbeschreibung aus dem Jahre 1957 durch Hans Goldmann sowie aus dem Folgejahr durch 1958 M. Favre.

## Verbreitung
Die Häufigkeit wird mit unter 1 zu 1.000.000 angegeben, bislang wurde über etwa 20 Betroffene berichtet. Die Vererbung erfolgt autosomal-rezessiv.

## Ursache
Der Erkrankung liegen teilweise Mutationen im NR2E3 (PNR)-Gen auf Chromosom 15 Genort q23 zugrunde, welches für einen Photorezeptorzellenen-spezifischen Kernrezeptor kodiert.
Mutationen in diesem Gen finden sich auch beim Enhanced S-cone-Syndrom (das als mildere Verlaufsform des hier beschriebenen Syndromes angesehen werden kann) und einigen Formen erblicher Retinopathia pigmentosa.

## Pathologie
Bei diesem Syndrom sind die S-Zapfen für blaue Farben zahlenmäßig deutlich vermehrt, während die übrigen vermindert sind, funktionsfähige Stäbchen fehlen oder sind stark reduziert.
Daraus ergibt sich eine erhöhte Empfindlichkeit gegen blaues Licht, eine unterschiedlich ausgeprägte Rot-Grün-Sehschwäche und  Nachtblindheit von Kindheit an.

## Klinische Erscheinungen
Klinische Kriterien sind:
- Manifestation im Kindes- oder Jugendalter
- vitreoretinale Degeneration
- atypische Retinopathia pigmentosa
- Nachtblindheit
- Retinoschisis
- Visusminderung
- häufig Katarakt, gelegentlich Optikusatrophie
- meist beidseitige und symmetrische Veränderungen

## Diagnose
Die Diagnose ergibt sich aus den augenärztlichen Befunden einschließlich Fluoreszenzdiagnostik, Optischer Kohärenztomografie und Elektroretinogramm mit Makulaödem, Glaskörperverflüssigung.

## Differentialdiagnose
Abzugrenzen sind:
- X-chromosomale Retinoschisis (angeborene X-chromosomal vererbte Retinoschisis)
- Retinopathia pigmentosa
- Wagner-Krankheit (autosomal dominant hyaloideoretinal degeneration (Wagner disease))
- Stickler-Syndrom
- Familiäre exsudative Vitreoretinopathie

## Aussichten
Der Verlauf ist fortschreitend und führt meist zum Visusverlust in den ersten zwei Lebensjahrzehnten, durch Cyclosporin A und Bromocriptin können Besserungen erzielt werden.